# Lin Yutang
Lin Yutang en pinyin: Lín Yǔtāng, en chino: 林語堂 (Xiamen, Fujian, 10 de octubre de 1895 ; Yangmingshan, Taiwán, 26 de marzo de 1976) fue un escritor, pensador, traductor y lexicógrafo chino. Sus obras y traducciones de textos clásicos chinos fueron muy populares en Occidente. 

## Reseña biográfica
Nació en el suroeste de China, una región montañosa que le influyó de tal forma que se consideraba hijo de las montañas. Al igual que su padre, un ministro presbiteriano, Yutang era cristiano.
Terminó la enseñanza secundaria en Changzhou. La vocación de Yutang fue en un principio el sacerdocio, y con ese fin empezó a estudiar en la universidad Saint John de Shanghái, fundada en 1879 por misioneros estadounidenses y considerada entre las mejores en China; pero perdió el interés por la teología, se volvió "felizmente pagano" y terminó licenciándose en inglés en 1916.
Fue profesor de inglés en la universidad Tsinghua de Pekín, donde permaneció hasta 1919. Obtuvo una beca para el doctorado en la Universidad de Harvard, y marchó allí con su esposa Tsuifeng Lin, una escritora de libros de cocina, pero abandonó pronto Harvard para irse a París, donde enseñó en la Asociación Cristiana para Jóvenes a los trabajadores chinos que habían sido enviados a Francia durante la Primera Guerra Mundial, y finalmente a Jena, en Alemania, para doctorarse al fin por la Universidad de Leipzig in absentia en 1922; su tesis versó sobre la antigua fonética china. De 1923 a 1926 enseñó literatura inglesa en la universidad de Pekín. 
En 1926, junto a otros profesores, fue puesto en la lista negra y expulsado de Pekín por el señor de la guerra Zhang Zongchang, conocido como "General Carne de Perro", así que regresó a su natal Xiamen (también llamada Amoy), para convertirse en decano de artes de su universidad.
Al agitarse la rebelión en China, fue nombrado Secretario de Relaciones Exteriores del Gobierno Nacionalista de Wuhan, pero abandonó el puesto cuando se dio cuenta de que era:

Un animal herbívoro y no carnívoro, mucho más apto en el manejo de mis propios asuntos que en el de los ajenos... Cuando me fastidié de aquello y vi el fondo de la farsa de la revolución, me gradué como escritor, parte por inclinación, parte por necesidad.

El Dr. Lin fue un gran activista para la expansión de la literatura china en Occidente. Además desarrolló un nuevo sistema para escribir chino con caracteres latinos y una nueva forma de indexar los caracteres del chino. Tras 1928 vivió en EE. UU., donde sus traducciones de textos chinos fueron muy populares; su obra fue un intento de establecer un puente entre las culturas occidental y oriental y fue nominado varias veces al Nobel. 
Sus primeros dos libros, Mi país y mi gente (吾國吾民) (1935) y La importancia de vivir (生活的藝術) (1937), escritos en inglés, le supusieron el reconocimiento internacional. Otros libros: Entre las lágrimas y la risa (啼笑皆非)(1943), La teoría china del Arte (1967), Momento en Pekín (京華煙雲) (1939) y La puerta bermellón (朱門) (1953), Diccionario de chino moderno（當代漢英辭典) (1973).
Fue enterrado en Yangmingshan, Taipéi, Taiwán. Su casa fue convertida en un museo que administra la Universidad Soochow de Taipéi.

## Publicaciones en español
- 1942. La importancia de vivir. Traducción de Román A. Jiménez. Editorial Sudamericana.
- 1943. Un momento en Pekín. (Moment in Peking). 2 tomos. Editorial Sudamericana. Novela. Traducción de Rosa de Toryho.
- 1944. Entre lágrimas y risas. Editorial Sudamericana, Traducción de Miguel De Hernani.
- 1944. Mi patria y mi pueblo. Editorial Sudamericana. Traducción de Román A. Jiménez.
- 1944. Una hoja en la tormenta. Editorial Sudamericana, Traducción de Atanasio Sánchez.
- 1946. Sabiduría Hindú. Biblioteca Nueva, Traducción de Georgette T. De Herberg.
- 1954. El Portón Rojo. Editorial Hermes. Buenos Aires.
- 1955. La oportunidad de Eurídice. Editorial Hermes. Novela. Traducción de Pedro Ibarzábal.
- 1960. De pagano a cristiano. Traducción de Miguel Hernani. Editorial Sudamericana.
- 1961. El nombre secreto. Editorial Sudamericana.
- 1976. Lo mejor de un viejo amigo. México: Editorial V Siglos (antología seleccionada por A. J. Anderson)
- 1988. "La importancia de comprender". Traducción de Miguel Hernani. Editorial Sudamericana.